# دان ندوي
دان آسان ندوي (Dan Assane Ndoye) (مواليد 25 أكتوبر 2000) هو لاعب كرة قدم سويسري، يلعب حاليا كمهاجم ولاعب جناح لصالح نادي بولونيا في الدوري الإيطالي والمنتخب السويسري.

## وصلات خارجية
- Profile at the Bologna FC 1909 website
- دان ندوي – سجل منافسات اليويفا